# Withius neglectus
Withius neglectus es una especie de arácnido del orden Pseudoscorpionida de la familia Withiidae.

## Distribución geográfica
Se encuentra en Argelia y Túnez.